# Нідерландська Вікіпедія
Нідерландська Вікіпедія (нід. Nederlandstalige Wikipedia) — розділ Вікіпедії нідерландською мовою.
Нідерландська Вікіпедія була відкрита 19 червня 2001 і досягла відмітки у 100 000 статей 14 жовтня 2005. Наблизилась до польської версії, ставши шостою за кількістю статей, проте згодом перейшла на восьме місце.
У жовтні 2011 року нідерландська вікіпедія здійснила грандіозне ботозаливання статей (~200 тис.), вийшовши на 4-те місце за кількістю.
За результатами I кварталу 2014 року 66.8% редагувань було здійснене з території Нідерландів, 22.5% — Бельгії. За результатами I кварталу 2014 року 67.8% переглядів було здійснене з території Нідерландів, 22.1% — Бельгії.
Наразі Нідерландська Вікіпедія налічує 2 182 862 статей та займає 6 місце за цим параметром.

## Зростання кількості статей
| Дата       | Кількість статей |
| ---------- | ---------------- |
| 19-06-2001 | 1                |
| 03-08-2003 | 10,000           |
| 27-01-2005 | 50,000           |
| 14-10-2005 | 100,000          |
| 24-05-2006 | 200,000          |
| 28-05-2007 | 300,000          |
| 17-01-2008 | 400,000          |
| 30-11-2008 | 500,000          |
| 30-04-2010 | 600,000          |
| 19-06-2011 | 700,000          |
| 22-10-2011 | 800,000          |
| 07-12-2011 | 900,000          |
| 17-12-2011 | 1,000,000        |
| 14-09-2012 | 1,100,000        |
| 09-03-2013 | 1,200,000        |
| 22-03-2013 | 1,300,000        |
| 01-04-2013 | 1,400,000        |
| 12-04-2013 | 1,500,000        |
| 14-06-2013 | 1,600,000        |
| 15.10.2013 | 1 700 000        |
| .12.2014   | 1 800 000        |
| 08.03.2020 | 2 000 000        |